# Arash Jahan
Arash Jahan (* 1957 in Abadan, Iran) ist ein iranischer Sportler und Autor. 

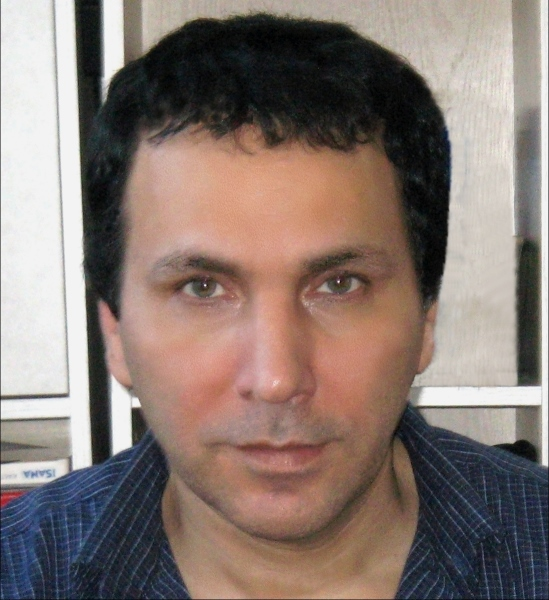
Arash Jahan (2011)

Zusammen mit seinem Bruder Kaveh Jahan verfasste er zwölf Sportbücher über Kampfkünste wie Karate, Kung Fu und Tae-Kwon-Do, die von der iranischen Kampfsport-Federation allerdings verboten wurden.
Dennoch konnten im Jahr 1982, noch vor deren Verbot, zehntausende Exemplare der Bände 1 und 2 in Teheran veröffentlicht werden, und wurden innerhalb kurzer Zeit zu einem großen Erfolg.
Arash Jahan ist ein Großmeister der Kampfkünste und hat den 10. DAN in dem von ihm entwickelten Stil (Matura).
Sein Bruder Kaveh Jahan ist ebenfalls ein Großmeister der Kampfkünste und hat den 8. DAN in Tae-Kwon-Do.